# Stephen Poyntz
Stephen Poyntz (ur. 1685 w Cornhill (City of London, zm. 1750 w Midgham) – brytyjski dyplomata.
Stephen Poyntz był drugim synem Williama Poyntza i jego drugiej żony Jane Monteage, córki Stephena Monteage londyńskiego kupca. Kształcony w Eton College. W lutym 1703 dostał się na Uniwersytet Cambridge. W 1706 uzyskał tytuł BA, a w 1711 - MA. Tuż po ukończeniu nauki podróżował w towarzystwie księcia Devonshire. Został opiekunem synów lorda Townshenda, z którymi był w Hadze w 1709/1710. Przez jakiś czas był prywatnym sekretarzem Townshenda, który wprowadził go w służby dyplomatyczne. W 1716 roku James Stanhope, 1. hrabia Stanhope uczynił go swym współpracownikiem. W 1724 Poyntz został mianowany Envoy-Extraordinary and Plenipotentiary w Szwecji. Z misji w Szwecji, która trwała do roku 1727 (od 1727 roku miał tytuł ambasadora) wywiązał się dobrze, choć premier Robert Walpole narzekał na wysokość sum wydanych na subsydia dla Szwedów. W roku 1728 Poyntz został wysłannikiem rządu brytyjskiego na kongres w Soissons. We Francji pozostał do roku 1730.
Po powrocie z Francji mieszkał w St. James’s Palace u Wilhelma Augusta, księcia Cumberlandu (drugiego w kolejności syna Jerzego II Hanowerskiego) i był wychowawcą jego syna (tj. wnuka króla Jerzego II). W 1735 Poyntza mianowano kanclerzem tajnej rady (privy chancellor). Również w tym roku kupił posiadłość w Midgham, w której zmarł w 1750 roku.
Od 1734 roku pełnił na dworze rolę mediatora pomiędzy para królewską a austriackim ambasadorem. W 1733 jego żoną została Anna Maria Mordaunt (jej ojcem był gen. Lewis Mordaunt). Astronom James Ferguson (1710-1776) był przyjacielem Poyntza.
Jego córka Margaret poślubiła w 1755 roku Johna Spencera, późniejszego 1. hrabiego Spencer (1734-1783).

## Dzieła
- Vindication of the barrier Treaty